# (1021) Flammario
(1021) Flammario es un asteroide que forma parte del cinturón de asteroides y fue descubierto por Maximilian Franz Wolf desde el observatorio de Heidelberg-Königstuhl, Alemania, el 11 de marzo de 1924.

## Designación y nombre
Flammario recibió inicialmente la designación de 1924 RG.
Más adelante, se nombró en honor del astrónomo francés Camille Flammarion (1842-1925).

## Características orbitales
Flammario está situado a una distancia media del Sol de 2,737 ua, pudiendo acercarse hasta 1,956 ua. Su excentricidad es 0,2853 y la inclinación orbital 15,87°. Emplea en completar una órbita alrededor del Sol 1654 días.